# Biemna megastyla
Biemna megastyla är en svampdjursart som först beskrevs av Burton 1959.  Biemna megastyla ingår i släktet Biemna och familjen Desmacellidae. Inga underarter finns listade i Catalogue of Life.